# Olympische Sommerspiele 1900/Tennis
Die in der französischen Hauptstadt Paris im Rahmen der Weltausstellung (Exposition Universelle et Internationale de Paris) ausgetragenen Internationalen Wettbewerbe für Leibesübungen und Sport (Concours Internationaux d’Exercices Physiques et de Sports) umfassten 4 Wettbewerbe im Tennis. Das Internationale Olympische Komitee (IOC) ordnete diese Wettbewerbe dem Programm der Olympischen Sommerspiele 1900 (Spiele der II. Olympiade) zu.
Tennis war zu jener Zeit noch ein relativ junger Sport, dessen Regeln erst 25 Jahre zuvor entwickelt worden waren. In den vornehmen gesellschaftlichen Kreisen und beim Adel fand er jedoch sofort Gefallen. Schon bei den ersten damaligen Tennisturnieren wurden bereits Geldpreise ausgeschrieben und es entwickelte sich sehr früh eine professionelle Szene. Deshalb gab es in Paris auch Wettkämpfe, die nach Vorstellung von Pierre de Coubertin, dem Begründer der modernen Olympischen Spiele, und nach Maßgabe des IOCs nicht als olympisch angesehen werden. Neben den Wettkämpfen für Profis zählten hierzu auch die in jener Zeit sehr beliebten Wettkämpfe mit Handicaps zur Nivellierung unterschiedlicher Leistungsstärken.
Von Beginn der Geschichte des Tennis an beteiligten sich stets auch Damen am Tennisspiel. Für sie wurden sogar eigene Turniere ausgerichtet. Es war deshalb keine Besonderheit, wenn man in Paris einen Wettbewerb nur für Damen veranstaltete. Für die Geschichte der Olympischen Spiele war es dennoch ein bedeutsames Ereignis.
Die Wettbewerbe fanden vom 6. bis 11. Juli statt. Austragungsort waren die Plätze auf der Île de Puteaux der dort ansässigen Société sportive de l’Île de Puteaux. Es beteiligten sich insgesamt 19 Spieler und 7 Spielerinnen jeweils aus 4 Nationen an den Wettbewerben.

## Bilanz

### Medaillenspiegel
| Platz  | Land                 | Silber | Bronze | Dritter | Gesamt |
| ------ | -------------------- | ------ | ------ | ------- | ------ |
| 1      | Großbritannien       | 4      | 1      | 3       | 8      |
| 2      | Gemischte Mannschaft | —      | 2      | 2       | 4      |
| 3      | Frankreich           | —      | 1      | 1       | 2      |
| 4      | Böhmen               | —      | —      | 1       | 1      |
| 4      | Vereinigte Staaten   | —      | —      | 1       | 1      |
| Gesamt | Gesamt               | 4      | 4      | 8       | 16     |

### Medaillengewinner
| Disziplin    | Silber                                           | Bronze                                                                     | Dritter |
| ------------ | ------------------------------------------------ | -------------------------------------------------------------------------- | --- |
| Dameneinzel  | Charlotte Cooper (GBR)                           | Yvonne Prévost (FRA)                                                       | Marion Jones (USA) Hedwig Rosenbaum (BOH)                                                                                         |
| Herreneinzel | Hugh Doherty (GBR)                               | Harold Mahony (GBR)                                                        | Reginald Doherty (GBR) Arthur Norris (GBR)                                                                                        |
| Herrendoppel | Großbritannien Hugh Doherty Reginald Doherty     | Gemischte Mannschaft Basil Spalding de Garmendia ( USA) Max Décugis ( FRA) | Frankreich André Prévost Georges de la Chapelle Großbritannien Harold Mahony Arthur Norris                                        |
| Mixeddoppel  | Großbritannien Charlotte Cooper Reginald Doherty | Gemischte Mannschaft Yvonne Prévost ( FRA) Harold Mahony ( GBR)            | Gemischte Mannschaft Hedwig Rosenbaum ( BOH) Archibald Warden ( GBR) Gemischte Mannschaft Marion Jones ( USA) Hugh Doherty ( GBR) |

## Ergebnisse

### Herreneinzel
| Platz | Land           | Spieler          |
| ----- | -------------- | ---------------- |
| 1     | Großbritannien | Hugh Doherty     |
| 2     | Großbritannien | Harold Mahony    |
| 3     | Großbritannien | Reginald Doherty |
| 3     | Großbritannien | Arthur Norris    |

Datum: 6. bis 11. Juli

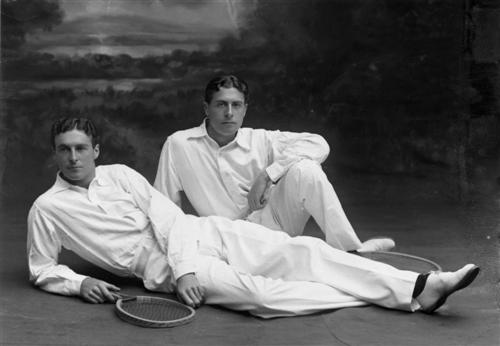
Die Gebrüder Doherty

15 Spieler, unter ihnen die beiden Brüder Hugh und Reginald Doherty, traten in sieben Vorrundenspielen (bei einem Freilos) gegeneinander an. Die Sieger und der Spieler mit Freilos spielten das Viertelfinale. Im Halbfinale sollten die Brüder Doherty gegeneinander antreten. Sie bestanden darauf, erst im Finale ein solches Spiel auszutragen, was ihnen jedoch nicht gewährt wurde. Reginald gab daraufhin das Spiel kampflos an seinen Bruder Hugh als verloren ab. Ein Spiel um den dritten Platz wurde nicht ausgetragen, so dass Norris und R. Doherty gemeinsam als Dritte gewertet wurden.

### Herrendoppel
| Platz | Land                 | Spieler                                               |
| ----- | -------------------- | ----------------------------------------------------- |
| 1     | Großbritannien       | Hugh Doherty Reginald Doherty                         |
| 2     | Gemischte Mannschaft | Basil Spalding de Garmendia ( USA) Max Décugis ( FRA) |
| 3     | Frankreich           | André Prévost Georges de la Chapelle                  |
| 3     | Großbritannien       | Harold Mahony Arthur Norris                           |

Datum: 6. bis 11. Juli
16 Spieler (acht Paare) aus drei Nationen traten an, unter ihnen die beiden Brüder Hugh und Reginald Doherty. Niemand hatte in der Frühzeit der Olympischen Spiele eine Nationenwertung oder einen Medaillenspiegel bezweckt, so war es auch nicht hinderlich, wenn bei Mannschafts- oder Teamwettbewerben Athleten unterschiedlicher Nationen in einem Team spielten. Dies traf auch auf die Wettbewerbe im Doppel der Herren zu, wo bei zwei Paaren sich Spieler aus den USA (Garmendia und Sands) mit Spielern aus Frankreich (Decugis) bzw. dem Vereinigten Königreich (Warden) zusammengefunden hatten.
Ein Spiel um den dritten Platz wurde nicht ausgetragen. Im Gegensatz zum Einzelspiel der Herren, denen trotz Niederlage im Halbfinale Preise ausgehändigt wurden, somit eine Ehrung zuteilwurde, sah man dies beim Doppel nicht vor. Das IOC wertet dennoch die im Halbfinale unterlegenen Paare als Dritte.

### Dameneinzel
| Platz | Land               | Spieler          |
| ----- | ------------------ | ---------------- |
| 1     | Großbritannien     | Charlotte Cooper |
| 2     | Frankreich         | Yvonne Prévost   |
| 3     | Vereinigte Staaten | Marion Jones     |
| 3     | Böhmen             | Hedwig Rosenbaum |

Datum: 6. bis 11. Juli

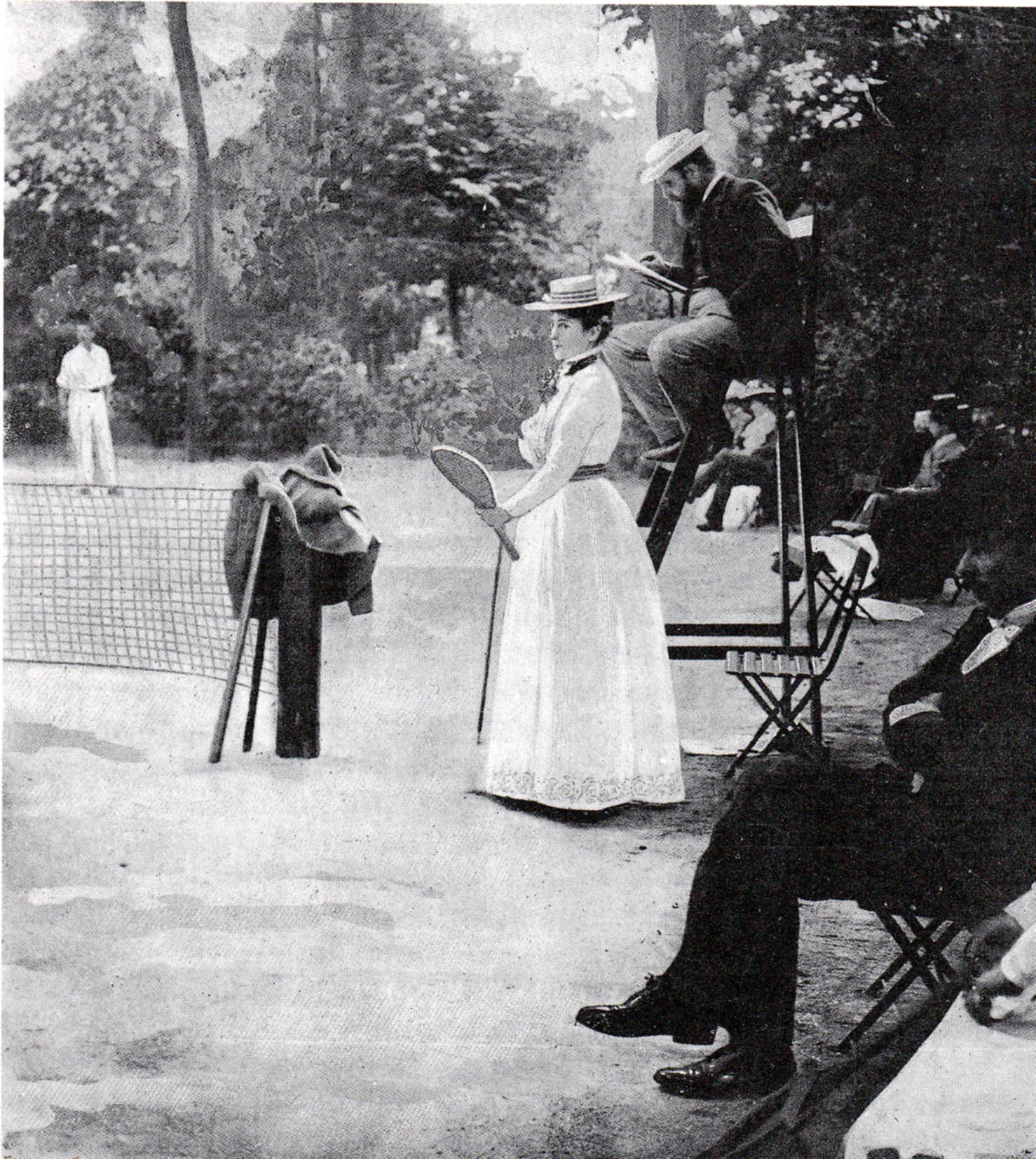
Szene aus dem Damenwettbewerb

6 Spielerinnen traten an, unter ihnen die beiden Schwestern Marion und Georgina Jones. Im Viertelfinale gab es nur zwei Partien, M. Jones und Rosenbaumová erhielten ein Freilos.
In unzähligen Veröffentlichungen wird Charlotte Cooper als erste Olympiasiegerin der Geschichte angesehen. Dies ist nicht korrekt, da bereits am 22. Mai die schweizerische Gräfin Hélène de Pourtalès bei den Segelwettbewerben in der Bootsklasse 1-2 Tonnen zur Besatzung zählte und zusammen mit ihrem Mann und ihrem Neffen ihr Boot zum Sieg führte.
Ein Spiel um den dritten Platz wurde nicht ausgetragen. Im Gegensatz zum Spiel der Herren, denen trotz Niederlage im Halbfinale Preise ausgehändigt wurden und somit eine Ehrung zuteilwurde, sah man dies für die Damen nicht vor. Das IOC wertet dennoch die im Halbfinale unterlegenen Damen als Dritte, was dazu führt, dass Marion Jones als erste Medaillensiegerin der USA geführt wird.

### Mixed
| Platz | Land                   | Spieler                                         |
| ----- | ---------------------- | ----------------------------------------------- |
| 1     | Vereinigtes Königreich | Charlotte Cooper Reginald Doherty               |
| 2     | Gemischte Mannschaft   | Yvonne Prévost ( FRA) Harold Mahony ( GBR)      |
| 3     | Gemischte Mannschaft   | Hedwig Rosenbaum ( BOH) Archibald Warden ( GBR) |
| 3     | Gemischte Mannschaft   | Marion Jones ( USA) Hugh Doherty ( GBR)         |

Datum: 6. bis 11. Juli
12 Spieler (6 Paare) aus 4 Nationen traten an. Niemand hatte in der Frühzeit der Olympischen Spiele eine Nationenwertung oder einen Medaillenspiegel bezweckt, so war es auch nicht hinderlich, wenn bei Mannschafts- oder Teamwettbewerben Athleten unterschiedlicher Nationen in einem Team spielten. Dies traf auch auf die Wettbewerbe im gemischten Doppel zu, wo sich bei drei Paaren Spieler aus dem Vereinigten Königreich Großbritannien (Hugh Doherty, Harold Mahony und Archibald Warden) mit Spielerinnen aus den USA (Marion Jones), aus Frankreich (Yvonne Prévost) und aus Böhmen (Hedwig Rosenbaum) zusammengefunden hatten.
Ein Spiel um den dritten Platz wurde nicht ausgetragen. Im Gegensatz zum Einzelspiel der Herren, denen trotz Niederlage im Viertelfinale Preise ausgehändigt wurden, somit eine Ehrung zuteilwurde, sah man dies beim gemischten Doppel nicht vor. Das IOC wertet dennoch die im Halbfinale unterlegenen Paare als Dritte.
Die Beteiligung von Spielern unterschiedlicher Nationen in einem Team bei den Paarkonkurrenzen (Herrendoppel und gemischtes Doppel) hat das IOC dazu veranlasst, die Platzierung den Gemischten Mannschaften zuzurechnen und nicht ausschließlich einer Nation. Es gibt durchaus Veröffentlichungen, in denen dies anders betrachtet wird. Entsprechend verändert stellt sich dort auch die Statistik und der Medaillenspiegel dar.